# めぐり (AV女優)
めぐり（1989年5月4日 - ）は、日本のグラビアアイドル、女優、AV女優。
東京都出身。旧芸名は藤浦 めぐ（ふじうら めぐ）。2011年以降、現在の芸名を使用している。

## 来歴
2007年より、着エロ系事務所ピンキーネットでグラビアアイドルとして活動。同事務所の俗称「藤軍団」におけるトップアイドル。DVD（イメージビデオ）の売上は驚異的で、通常のグラビアアイドルの場合、人気があっても三ヶ月に一作品程度のリリースだが、デビュー以降、ほぼ毎月の連続リリースを一年以上にわたって続けた。これは、この分野において、極めて異例のことである。特に、後期の露出度の高い作品は、爆発的な売れ行きを記録した。
2009年1月1日、芸能人限定メーカー（北都社内レーベル）「MUTEKI」の第5弾として発売された『ドリーム』でアダルトビデオ（AV）デビュー。それに前後して2008年12月頃にDMMアダルト（後のDMM.R18）内でプロフィールページとブログ（DMM Blog）を開設。また、事務所をPOPSTARグループ（ポップスターグループ）へ移籍した。その後、エスワン（S1 NO.1 STYLE。同じく、北都社内レーベル）専属のAV女優として活動する傍ら、アイドルグループ恵比寿マスカッツのメンバー（2008年11月 - 2010年3月）など、タレント活動も行っていた。
2010年、AV女優ユニットBRW108の結成に参加。9月、公式ブログにて休業が発表され、同年12月、公式ブログにて引退が発表。ただし、藤浦本人はTwitterの書き込みに限り継続していた。
2011年、引退前に出演者として撮影に参加していた映画『ギャングスタ』が2月12日に公開され2月26日の舞台挨拶に登壇。約半年ぶりにファンの前に立つ。5月、T-powersに移籍しめぐりへ改名。7月、SODクリエイト社内レーベル「SOD-ACE」の専属AV女優として再デビュー。同年には、ティーパワーズ所属AV女優5人組のアイドルユニット「me-me」（ミーム）の結成に参加（当初公式サイトでは芸名を「Meguri」としていた が、その後「めぐり」に改名。他のメンバーは、桜ここみ・Maika・神咲詩織・成瀬心美）。2012年2月11日開催の「me-me デビューライブ in Studio Cube 326」で歌手デビュー。
同年9月13日、契約上の理由で脱退をブログで報告。
2017年、「引退 ～パイパン解禁～ 無毛中出し性交」（溜池ゴロー）を以てAV引退。DMM NEWS R.18によるラストインタビューで本人は、「AV女優でいさせてくれたことを感謝したい、幸せだった、最高に楽しかった！本当にみんなに「ありがとう」って、ひとりひとりに言いたい…これ泣くね、間違いない！みんな大好きだもん ! !」「 AVの世界って言うのはすごく大事な場所。やり甲斐もあったし…ああもう、ほんとぶっちゃけ辞めたくないんだよね ! !」と語っている
過去に、月曜から夜ふかしの街頭インタビューをされたことがあり、友人とエキストラ出演するが主役の女優が飛んでしまい急遽主役を務めた事がきっかけでVシネに20本程出演
撮影した中で一番楽しかったのが、『透明変態人間』である。
2019年11月、翌月よりAV女優として復帰することを宣言。
2024年9月15日には、『TREND GIRLS 撮影会 2024』内のTREND GIRLSファッションショーに参加し、ランウェイを歩いた。
同年10月発売、『電撃復活 Madonna専属 めぐり 4年ぶりに乱れ輝く超濃厚中出し3本番』で約4年ぶりにAV女優活動を再開。集英社『週刊プレイボーイ』ではこの復帰作が、2024年のマドンナで一番売れた作品であったと報道した。

### プロフィールの変遷
ピンキーネット所属初期のプロフィールでは、生年月日を1990年5月2日・出身地を茨城県・血液型をA型としていた が、同年5月頃には出身地が東京都・血液型がO型に変更 され、2008年2月頃にはピンキーネットサイト内プロフィールの名義が「世界のフジメグ（藤浦めぐ）」と表記されるようになった、2007年11月頃には生年が伏せられた。
2007年7月15日付のスポニチアイドルレポートでは、出身が東京・血液型がA型のプロフィールを掲載したが、同年11月17日付のレポートでは、所属初期のプロフィールを掲載していた。
AV女優デビューを控えた2008年12月頃にDMMアダルト内で開設されたプロフィールでは、冒頭のように生年月日が1989年5月4日へ変更された（出身地は東京・血液型はOのまま）。

## 人物
趣味は一輪車、卓球。T-POWERS公式サイトでは、温泉巡りと記されている。

## 映像作品

### アダルトビデオ

#### 「藤浦めぐ」名義
2009年
- ドリーム（1月1日、MUTEKI）
- 芸能人×ギリモザ 解禁ギリモザ（3月7日、エスワン）
- 芸能人×ギリモザ 6つのコスチュームでパコパコ!（4月7日、エスワン）
- 芸能人×ギリモザ ものすごい顔射（5月7日、エスワン）
- 芸能人×ギリモザ 無限絶頂！激イカセFUCK（6月19日、エスワン）
- 芸能人×ギリモザ めぐは潮吹き若奥様（7月19日、エスワン）
- 芸能人×ギリモザ 20コスチュームでパコパコ！（8月19日、エスワン）
- ギリモザ OLびんびん物語 誘惑編（9月19日［DVD］/10月1日［Blu-ray］、エスワン）
- 芸能人×ギリモザ 膣中でイク女（10月7日［DVD］/11月1日［Blu-ray］、エスワン）
- ギリモザ OLびんびん物語 凌辱編（10月19日、エスワン）
- 芸能人×ギリモザ イヤラしい彼女と24時間どこでもセックス（11月7日、エスワン）
- 芸能人×ギリモザ 猥褻痴漢（2009年12月7日、エスワン）

2010年
- エスワンTV THE芸能界 ヤリすぎ生放送！（1月7日［DVD］/2月1日［Blu-ray］、エスワン）
- 夫の目の前で犯された若妻（2月7日、エスワン）
- S1 GIRLS COLLECTION 藤浦めぐ エスワン8時間 Special（2月19日、エスワン）※総集編
- 愛液が止まらない6本番（3月7日、エスワン）
- S1GIRLSCOLLECTIONOLびんびん物語4時間（3月7日、エスワン）
- 監禁×飼育 アナタ好みに調教して下さい。（4月7日、エスワン）
- THE芸能界エロすぎ大乱交 エスワンTV 裏ちゃんねる（4月7日［DVD］/5月1日［Blu-ray］、エスワン）
- 交わる体液、濃密セックス 温泉旅情編（5月7日、エスワン）
- エロティック・エデン 淫靡な裸体のエスコート （6月19日、エスワン）
- 童貞！包茎！早漏！？性のお悩み解決レシピ（7月7日、エスワン）
- 刺激的な禁欲性活（8月7日、エスワン）
- 青姦痴態（9月7日、エスワン）
- 全部見せますエスワンTV9時間完全保存版（9月19日、エスワン）
- いぢわる淫語（10月7日、エスワン）
- 交わる体液、濃密セックス特別編 -美獣たちの淫猥な性交-（10月7日、エスワン）
- 完全服従どM秘書（11月7日、エスワン）
- バコバコ風俗 NO.1指名（12月7日、エスワン）

2011年
- ふたりの父に犯された娘 -逆らうことの許されない悲劇の運命- AV引退メモリアル特典付240分拡大版スペシャル（1月7日、エスワン）
- 引退×藤浦めぐ エスワン12時間コンプリートベスト（3月7日、エスワン）※総集編

2013年
- 藤浦めぐエスワン全62本番8時間special（1月7日、エスワン）※総集編

#### 「めぐり」名義
2011年
- めぐりちゃんタオル一枚男湯入ってみませんか?HARD（7月7日, SOD ACE）
- ファン感謝デー野球拳スペシャルinマジックミラー号 めぐり（8月20日、SOD ACE）
- 全裸家政婦（9月22日、SOD ACE）
- 男子の格好をしているオンナのコは好きですか? 6（10月20日、SOD ACE）
- 業界No.1!超高級ソープ嬢（11月19日、SOD ACE）
- やっぱりおっぱいが好き♪無垢な巨乳をイジリまくり（12月22日、SOD ACE）
- 超豪華！温泉旅館ソープ（12月22日、SOD Star×SOD ACE）

2012年
- お酒に弱いめぐりちゃん 「私を酔わせてどうするの?」（1月19日、SOD ACE）
- SODstar×SODACE 大乱交新年会（1月19日、SOD ACE）
- もしも、憧れのAV女優とSEXできたら…めぐりがファンとご奉仕4本番!（2月23日、SOD ACE）
- 素人参加企画！めぐりちゃんが童貞クンの妄想初体験を叶えます!（3月22日、SOD ACE）
- 女看守輪姦レイプ（4月21日、SOD ACE）
- めぐりのオナニーのお手伝いしてあげる（5月24日、SOD ACE）
- めぐりの素人デカちん品評会（6月21日、SOD ACE）
- 中出し超高級ソープ嬢（7月19日、SOD ACE）
- 痴漢され肉奴隷に堕ちた女教師（8月23日、SOD ACE）
- 縛られた果てに欲情する肉食M女（9月20日、SOD ACE）
- 凄いパイズリ、凄い挟射（11月13日、MOODYZ）
- 2回イクまで終わらないSEXと射精（12月13日、MOODYZ）

2013年
- 女教師レイプ輪姦（1月13日、MOODYZ）
- 1日10回射精しても止まらないオーガズムSEX（2月13日、MOODYZ）
- はじめての 真性中出し（3月13日、MOODYZ）
- ローションまみれのボイン痴女が僕を犯す（4月13日、MOODYZ）
- 爆乳インストラクター むっちり誘惑レッスン（5月13日、MOODYZ）
- スーパーボディ×ピタコス SPECIAL（6月13日、MOODYZ）
- チ○ポを鍛える励ましパイズリセックス（7月13日、MOODYZ）
- めぐり はじめての8時間ベスト（8月1日、MOODYZ）※総集編
- MOODYZファン感謝祭バコバコバスツアー2013お祭り大乱交スペシャル！！（8月1日、MOODYZ）
- 人妻デッサン教室で巨根モデルが勃起していきなりしごきだしたらどうする？（8月15日、NEXT GROUP）
- 専属美乳Gcup（10月19日、OPPAI）
- 巨乳娘とヤリ放題（11月19日、OPPAI）
- 最高級Gcup巨乳中出しソーフ゜（12月19日、OPPAI）

2014年
- 巨乳女教師の誘惑（1月19日、OPPAI）
- 最高級　誘惑巨乳エステ（2月19日、OPPAI）
- 全裸巨乳家政婦（3月19日、OPPAI）
- 巨乳ナースは騎乗位で犯す（4月19日、OPPAI）
- 街で見かける着衣巨乳シチュエーション セーター＆ニット 専属SPECIAL（5月19日、OPPAI）
- 美人秘書マゾ巨乳中出し調教（6月19日、OPPAI）
- 中出しをせがんでくる巨乳逆痴漢（7月19日、OPPAI）
- 催眠で寝取られ 中出しされた爆乳人妻（8月19日、OPPAI）
- 巨乳中出し宅配便ガール（9月19日、OPPAI）
- Gcup 巨乳ボンデージ（10月19日、OPPAI）
- 巨乳潜入捜査官（11月19日、OPPAI）
- OPPAI 一夫多妻スペシャル 巨乳2人と夢の中出し重婚生活（12月19日、OPPAI）

2015年
- 麗し秘肉イジリ（1月19日、OPPAI）
- 危険日の巨乳を縛って孕ませ調教（2月19日、OPPAI）
- めぐり16時間8タイトルPERFECTBEST（3月19日、OPPAI）※総集編
- めぐりのパイズリを我慢できたら生中出しファン感謝オフ会（4月19日、OPPAI）
- 現役女子大生 巨乳中出し家庭教師（5月19日、OPPAI）
- 巨乳女教師中出し輪姦（6月19日、OPPAI）
- 童貞なのにいきなり巨乳と中出しSEX 筆おろしバスツアー!!（7月19日、OPPAI）
- 毎日10発中出しするまで終わらない粘着オヤジと濃厚SEX（8月19日、OPPAI）
- 巨乳をエビ反りにするほど媚薬漬けにする超高級快感マッサージ店（9月19日、OPPAI）
- 巨乳の嫁と危険日ラブラブ子作り性活（10月19日、OPPAI）
- 美熟女画報専属 SPECIAL 熱撮ドキュメント 美しい若妻の濃厚な性交（11月13日、溜池ゴロー）
- 人妻の妊娠危険日ばかりを狙う顔の見えないレ○プ魔（12月13日、溜池ゴロー）

2016年
- 義母奴隷‐特別編‐（1月13日、溜池ゴロー）
- 本番なしのマットヘルスに行って出てきたのは隣家の高慢な美人妻。弱みを握った僕は本番も中出しも強要!店外でも言いなりの性奴隷にした（2月13日 〈DVD〉2020年1月11日〈Blu-ray〉、溜池ゴロー）
- 私、実は夫の上司に犯され続けてます…（3月13日、溜池ゴロー）
- 欲求不満な団地妻と孕ませオヤジの汗だく濃厚中出し不倫（4月13日、溜池ゴロー）
- 大きなお尻を見せつけて男を喰らう欲求不満な痴女人妻（5月13日、溜池ゴロー）
- 抵抗できない様に人体を固定され性具に堕とされた中出しダッチ妻（6月13日、溜池ゴロー）
- 夫の連れ子が鬼畜でした…（7月13日、溜池ゴロー）
- ポルチオ開発マッサージで墜とされた人妻（8月13日、溜池ゴロー)
- あなたが仕事で留守の間、私はご主人様に緊縛調教されています…（9月13日、溜池ゴロー）
- 銀座にあった!伝説の超高級中出しソープ（10月19日、溜池ゴロー）
- 湯けむり欲情ナマ交尾 混浴を誘う義母と汗だく性交（11月13日、溜池ゴロー）
- 僕だけの巨乳女教師ペット 特別版（12月13日、溜池ゴロー）

2017年
- ケダモノ妻を派遣します。発情痴女のギンギン誘惑中出し性交（1月13日、溜池ゴロー）
- 今日は孕むまでナカに出して…（2月13日、溜池ゴロー）
- 熱帯夜（4月1日、溜池ゴロー）
- 究極の乳フェチマニアックス（4月19日、アイデアポケット）
- めぐりの凄テクを我慢できれば生★中出しSEX!（4月25日、ワンズファクトリー）
- 爆乳エロコスプレイヤー 会員限定中出し撮影会（4月25日、Fitch）
- 中出しお義姉さんの誘惑～美巨乳で誘う兄嫁～（4月25日、プレミアム）
- ナースの告白 Gカップパイズリ看病（4月25日、BeFree）
- ボディコンお姉さんが媚薬を飲んだら72時間ド淫乱化！身動き取れない状態で中出し・男潮吹き・連続射精で気絶するまでヌカれ続けたボク…（4月25日、痴女ヘブン）
- 超高級中出し専門ソープ（5月1日、MOODYZ）
- SSS-BODY 120分間で10発射精させる史上最高のイカセ奥義（5月1日、E-BODY）
- お義姉さんが嫁の実家で僕を誘惑寝取り (5月1日、溜池ゴロー）
- 世界一ザーメンを大量に発射する男のぶっかけSEX（5月1日、ROOKIE）
- 西麻布で超人気!勃起したら即ハメ膣搾り中出しエステお姉さん（5月7日、本中）
- 愛して止まない巨乳妻が社長に騙され、寝取られ種付けプレスされていた。 (5月7日、ダスッ!）
- 性欲を持てあました義理の姉さんと僕 出産直前の妻の目を盗んで…（5月7日、マドンナ）
- デカ尻マニアックス（5月19日、ワンズファクトリー）
- 淫語で誘う寸止め焦らし痴女～俺を生殺しにして愉しむ息子の彼女～（5月19日、Fitch）
- ベロキスオヤジのこってり托卵中出し（5月25日、プレミアム）
- 奴隷ソープに墜とされた女教師 12（5月25日、アタッカーズ）
- お義姉さんの近親中出し誘惑（5月25日、MOODYZ）
- スペンス乳腺開発クリニック（6月1日、OPPAI）
- 汗だく爆乳中出しプレス（6月7日、痴女ヘブン）
- 出会って速攻、女優の方から襲いかかる生中出しSEX（6月13日、ダスッ!）
- ぬるぬる巨乳に埋もれる大人の健康ランド乳スパ（6月13日、Fitch）
- めぐりの極上BODY筆おろし ～絶対に忘れられない人生最初で最高のセックスしてあげる～（6月19日、プレミアム）
- あなた、許して…。濡れ堕ちた同情（6月19日、Be Free）
- 寝取らせ輪姦ホームパーティー（6月19日、MOODYZ）
- 淫乱義母の息子喰い 2人きりになると発情ケダモノ性交（6月19日、溜池ゴロー）
- 社畜に弱みを握られ社内で孕ませ立ちバック（7月1日、OPPAI）
- 母の友人（7月1日、マドンナ）
- 時間停止トキトメ学園 めぐり先生（7月7日、痴女ヘブン）
- 引退～パイパン解禁～無毛中出し性交（9月13日、溜池ゴロー）

2018年
- めぐり20タイトル8時間BEST（5月13日、溜池ゴロー）※単体ベスト

2019年
- 2年と3ヶ月禁欲を続けためぐりを焦らして寸止めを繰り返し女と野獣の本能を甦らせた後の連続イカせオーガズム性交（12月13日、溜池ゴロー）※復帰作

2020年
- 未だに現役で母さんを抱きまくる僕の絶倫オヤジに嫁が欲情して危険日狙って中出し逆夜這い（1月13日、溜池ゴロー）
- 妻の残業NTR わたし、旦那に嘘をついて残業しています…。（2月13日、溜池ゴロー）
- 旦那が喫煙している5分の間義父に時短中出しされて毎日10発孕ませられています…。（3月13日、溜池ゴロー）
- ソープ嬢の愛人とNGなしでハメまくる非日常フルオプション中出し不倫（4月13日、溜池ゴロー）
- 兄の前では冷たいお義姉さんと実はセフレのツンデレ同居生活（5月13日、溜池ゴロー）
- 友人の母 息子の友人に犯され、幾度もイカされてしまったんです（6月13日、溜池ゴロー）
- 元ヤリマンの叔母がエロすぎて超ガリ勉の甥っ子が性欲モンスター化! 絶対に逃げられない抜かずの孕ませ超絶倫ホールド（7月13日、溜池ゴロー）

2021年
- めぐり8タイトル8時間30本番BEST（1月13日、溜池ゴロー）※単体ベスト

2024年
- 電撃復活 Madonna専属 めぐり 4年ぶりに乱れ輝く超濃厚中出し3本番（10月22日、マドンナ）
- ヌードモデルNTR 上司と羞恥に溺れた妻の衝撃的浮気映像 めぐり（11月26日、マドンナ）[19]
- 夫と子作りSEXをした後はいつも義父に中出しされ続けています…。 めぐり（12月24日、マドンナ）

2025年
- 背徳の寝取らせシアタールーム 低俗男たちの醜い肉棒で汚された貞淑妻ー。 めぐり（1月28日、マドンナ）
- 時には勝手に痴女りたい…。Madonna専属 究極美熟女『めぐり』お貸ししますー。（2月25日、マドンナ）
- ママ友に誘われたマッチングアプリで、‘推しの年下’を一緒に甘く飼い慣らす。 めぐり 大槻ひびき（3月25日、マドンナ）

### イメージビデオ
2007年
- Pop & Sexy（6月20日、ビーエムドットスリー）
- EIGHT（6月24日、レイフル）
- 桃色聖春女学園 vol.12（7月28日、レイフル）
- 桃色学園スペシャル（7月、レイフル)
- TREASURE BOX（7月25日、TIS）
- 完全Tバック宣言（8月22日、ビーエムドットスリー）
- くすぐりハイスクール特別編 藤っ娘たちをくすぐっちゃえ ! !（9月12日、オルスタックピクチャーズ）
- pinky 総集編DVD（10月、オークラ出版）
- EIGHT 2（10月20日、レイフル）
- W EIGHT（11月18日、レイフル）
- Meister（11月、トライアングルフォース）
- 激ヤバ放課後 限界Tバック（12月、アストロシステム）
- 中高生3人娘 放課後のヒミツ（12月25日、GPミュージアム）
- Pink Panic （12月16日、スパークビジョン）

2008年
- VOLTAGE-X（1月30日、マーレーインターナショナル）
- 危ない放課後（2月、Air Control）
- 17のご法度 ～外伝・裏めぐ～（2月28日、オルスタックピクチャーズ）
- Deep Kiss vol.2（3月24日、アートハウスゴン）
- ボインダー007（5月16日、キングダム）
- 風船割り（ギガプロデュース）
- 爆乳めぐ ニップルンアイドル登場!!（6月5日、C&Hイメージ）
- アイドル通信（7月、ぶんか社）
- 危ない彼女（8月、Air Control）
- 世界のフジメグ（9月、キングダム）
- メグ・イン・モルディブ（10月、キングダム）
- 無敵（11月、キングダム）
- 淫行為 ～世界のフジメグ（11月30日、BNS）
- 世界のフジメグ 激撮 マグニチュード9.8（12月21日、BNS）
- Puru Puru（12月26日、東京セルビデオ）

2009年
- MEGU NUDE（1月25日、Air Control）
- エロキュート（7月29日、オルタックスピクチャーズ）
- エロキュート II（12月29日、オルスタックピクチャーズ）
- 美少女の旅立ち（12月25日、東京セルビデオ）

## 書籍・出版物

### 写真集
- pinky総集編写真集（2007年6月、オークラ出版）
- めぐ危険な遊び 藤浦めぐ写真集（2007年7月、オークラ出版、ISBN 9784775509845）札絵：矢野 力
- イマドキgal総集編 悶々しちゃうぞ！（2007年11月、オークラ出版、ISBN 9784775510742）
- Monsoon 〜情熱性気候〜 藤浦めぐ写真集（2009年7月、ジーオーティー、ISBN 9784860845568）撮影：旭日
- 増刊藤浦めぐ[註釈 1]（2009年10月22日、ジーオーティー）
- ラムタラ専売CDROM写真集

### モデル
- スーパー・ポーズブック ヌード編4（2014年6月19日、コスミック出版、監修：島本 耕司、撮影：KANJI）ISBN 978-4774791142
- スーパー・ポーズブック Special編 2（2016年8月23日、コスミック出版、監修：島本 耕司、撮影：KANJI）ISBN 978-4774791340

### 雑誌
- モバイル・ヤンジャン（スカパー）
- クリーム2008年5月号・6月号連続
- ザ・テンメイワールド2008年8月・9月
- sabra（サブラ） 2008年11月25日発売号（小学館刊）
- USEN（SHOWTIME、GayO）エロカワビキニ

### トレーディングカード
- AVC ジューシーハニー Vol.11 [註釈 2]（2009年8月29日、ミント）撮影：岡克己
- AVC ジューシーハニー プレミアムエディション2009[註釈 3]（2009年12月23日、ミント）撮影：岡克己

## 出演

### 映画

#### 「藤浦めぐ」名義
- 『ララピポ』（2009年2月）
- 『ギャングスタ』（2011年2月）-綾教諭（保健教員）役

#### 「めぐり」名義
- すべての女に嘘がある（2012年1月公開、日本出版販売） - 関川 役
- 新人巨乳 はさんで三発!（2014年11月21日公開、監督：加藤義一、オーピー映画）- 桃井桃子 役[20]
- 純情巨乳 谷間で歌う（2015年4月17日公開、監督：加藤義一、オーピー映画）- 安浦泉 役[21]
- 巨乳狩人 幻妖の微笑（2015年6月26日公開、監督：加藤義一、オーピー映画）- 永見風子 役[22]
- 絶頂家族 愛人だらけ（2015年10月30日公開、監督：加藤義一、オーピー映画）- 佐藤瞳 役[23]
- 性愛スキャンダル コケシと花嫁（2016年8月26日公開、監督：池島ゆたか、オーピー映画）- 上条ゆりえ 役[24]
- SCOOP!（2016年10月1日公開、監督：大根仁、	オフィスクレッシェンド）- おっパブ嬢 役
- 巨乳だらけ 渚の乳喧嘩（2016年12月9日公開、監督：加藤義一、オーピー映画）- 早坂陽 役[25]
- 妻たちの宴 不倫痴態（2017年7月21日公開、監督：池島ゆたか、オーピー映画）- 市川涼子 役[26]

### テレビ番組

#### 「藤浦めぐ」名義
- アイドル通信（スカパー）
- おねがい!マスカット（テレビ大阪、2008年11月 - 2009年3月）- レギュラー
- エロ生☆パラダイス　（GyaOジョッキー、2009年1月13日放送分）
- おねだり!!マスカット（テレビ大阪、2009年4月7日-2010年3月29日）
- ヴィーナス・フューチャー＃71（2009年、エンタ!371）
- ゴッドタンスペシャル（テレビ東京、2010年1月3日）
- キャンパスナイトフジ（フジテレビ、2010年2月19日、3月12日）
- おとなのびっくりクリニック2（2010年8月、日本海テレビ） - 8月マンスリーゲスト
- 闇金ウシジマくん 第2話（2010年10月、毎日放送）

#### 「めぐり」名義
- 桃のささやき #29（2011年8月3日初回放送、MONDO TV）
- ビ〜チ9（2011年7月・2012年2月、テレビ埼玉） - マンスリーゲスト
- 匿名探偵 第4話（2012年11月2日、テレビ朝日）
- せんべろ女とホルモンおやじ #6　（2013年3月、フジテレビONE)
- ウロボロス〜この愛こそ、正義。 第4話（2015年2月、TBS） - 加賀美 役
- 給与明細（2021年4月5日[27]、ABEMA）#137[28][29]

### ラジオ番組
- ぶっちゃけTALK RADIO ギリ☆モザ（2009年6月 - 2010年4月、ラジオ大阪） - TKO、月見栞とパーソナリティを担当。

### Vシネマ

#### 「藤浦めぐ」名義
- バベル（2007年10月）主演
- ZENピクチャーズ魔斬子（2007年12月、ZENピクチャーズ） - 小牧さやか 役（主演）
- ダークエリア 悪魔の楽譜（2008年5月、ZENピクチャーズ） - 花園リカ 役
- つぼみ斬魔剣 宿命の生娘剣士（2010年11月、ティーエムシー） - 紅つぼみ 役（主演）

#### 「めぐり」名義
- ヤンキー女子高生7 〜栃木最強伝説〜（2011年12月、オールインエンタテインメント） - 光 役 [註釈 4]
- 悦子のエロいい話 あるいは愛でいっぱいの海（2012年2月3日、クロックワークス）  - 悦子 役
- いけない！ルナ先生 ～お勉強大作戦!! 格差社会をぶっつぶせ!!（2014年3月5日、SPOエンタテインメント）[30] - 葉月ルナ 役
- 透明変態人間（2013年) - 清香 役
- わるいおんな（2014年11月5日) - 麻衣 役
- 嬢王ゲーム（2014年12月15日、ラインコミュニケーションズ）- 瑠奈 役
- Wの女 幻妖の甘い罠 (2017年12月5日、スターボード) - 氷見風子、氷見鈴子 役 (2役)

### ウェブドラマ
- 特命係長 只野仁 AbemaTVオリジナル2（2017年 - 2018年、AbemaTV） - 水谷レイコ 役

### 携帯サイト
- アイドルがイッパイ （アイパイ）

### お笑い
- 江頭2:50のがんばれ!エガちゃんピン4 MEGA MAX（2012年10月26日、avex）

### 撮影会
- ベリーワッフル専属